# Момчиловци
Момчиловци е село в Южна България. То се намира в община Смолян, област Смолян.

## География
Село Момчиловци се намира в една котловина в Средните Родопи с изход на юг към извора Хубча. От север е защитено от голямото вододелно било Рожен, Караманица, Калъчборун, Момина вода, Имарет дере (Хайдушки поляни).

## История

### Ранна история
Археологическите находки ясно сочат, че селото и неговото землище са обитавани от траките от края на бронзовата епоха (1000 години пр.н.е.). Монети, керамика и сечива се съхраняват в местния музей. Археологическите находки, намерени в селото свидетелстват, че животът в селището не е прекъсвал. У тукашните жители съществуват редица предания, в които се говори, че селото се е заселило наново към XVI век, като негови основатели били жители на близкото Райково (сега квартал на Смолян). Този период (XIV-XVI век) не е достатъчно проучен. Между Момчиловци и Райково е имало взаимни връзки, преселвания, кръстосвания и женитби; двете села от стари времена са се подпомагали. По-вероятно е процесът на изселването да е бил от Горно Дерекьой (Момчиловци) към Райково, като към по-голямо и по-богато село.

### Под Османска власт
Според турски документи, преди около 300 години земята в селото вече е била раздробена на малки парчета ниви и разделена между населението. Ставали покупки и продажби на тарли (ниви) и градини. Продавачите и купувачите с техните съпритежатели и съседи носят български – християнски имена.
За хода на завладяването на Родопите от османците няма запазени достоверни документални сведения, а легендите и преданията ни говорят за полумитичните имена на Енихан баба, Саръ баба и др. След османското нашествие в землището на селото се преселили юруци – тюркски скотовъдци и пастири, които търсели по-удобни пасища за своите стада.
През 18-19 век земите на юруците постепенно са изкупени от местното българско население
През 1836 година в селото е изградена църква. През следващите няколко години малкото живеещи в Момчиловци (тогава Горно Дерекьой) ахряни (българи мюсюлмани) се изселват. През 1883 година през месец юли чешките професори – художникът Иван Мърквичка и историкът Вацлав Добруски – учители в Пловдивската гимназия, с ученика си Васил Дечов от Чепеларе посетили селото с научна цел. Селяните добре посрещнали гостите и на другия ден в неделята ги поканили на сватба.  Добруски попитал стари хора: „Имало ли е в селото българи-мохамедани?“ Всички единодушно му отговорили, че е имало и щом оградили църквата, те се изселили. Ето как Добруски е предал разговора си със старците от Горно Дерекьой: "Чух тъй също, че помаците завиждат на съседите си българи, дето имат манени и изписани църкви. Когато българите от с. Дерекьой построили нова църква, помаците нажалени, че и те си нямат джамия, преселили се в друго село, чисто помашко. Освен това помаците все си държали старите български прякори – Поповци, Стояновци и пр. и си помнят роднинските връзки с българите. Помаците съзнават, че прадедите им са били християни, но не искат да знаят, че са били българи, ако и да говорят чисто български език. Турският език наричат „свински“. От турски език те не знаят нищо, освен няколко най-обикновени изречения и няколко числителни имена и поради това не могат да научат свестно нито една молитва".
Голяма чумна епидемия в Момчиловци настъпила през 1836 – 1838 г. Цялото население бягало две лета по горите, а през зимите, когато умиранията почти прекратявали, хората се прибирали по домовете си. Тогава селото броило 142 дома и рядко имало къща да не е дала жертви от чумата – загинали стотици. Димитър Зограф изографисал чумата в църквата над южната малка врата.
През 1838 – 40 и 1845 свещеник в Момчиловци е йеромонах Григорий („поп Глигорко“). Вместо да натрапва гръцкия език, той бързо научил местното наречие. С идването си в селото той се заловил да учи децата.
По време на Априлското въстание на два пъти селото е изнудвано и плаща пари на въоръжени „кабадайлии“ от няколко околни помашки села. Поводът бил, че уж в тефтерите на Перущинската църква се намерил списък на комитите от селата Горно и Долно Дерекьой (Момчиловци и Соколовци). Срещу „лирици и алтоне“ мнимите комити били отписвани от фиктивните списъци.

### До Балканската война
На 17 януари 1878 година в Долно Дерекьой (Соколовци) навлизат руски войски, където били посрещнати и от момчиловци.
На 10 април 1878 година Горно Дерекьой е завзето от сенклерови бунтовници. На 20 май руски роти изтласкват сенклеровци от селото. През лятото на 1878 година постоянната заплаха над християнските села принуждава населението от двете страни на новата граница да потърси помощта и закрилата на Петко войвода. На 18 август станала схватка с група сенклерови бунтовници на Ешекулак, а на 30 август на връх Момина вода. Появата на Петко войвода вдъхнала кураж на изплашеното население и накарала местните банди да се въздържат от пакости и изстъпления над мирните жители.
Берлинският конгрес през лятото на 1878 година потвърдил оставането на селото в Турция. Новата граница минавала по водораздела, който от стари времена бил границата между Рупчос и Ахъ Челеби, на около 7 – 8 км северно от с. Горно Дерекьой (Момчиловци). През ноември 1878 година една комисия определила границата, като набивала колци (колове). Такива колове набили и през средата на землището на с. Горно Дерекьой. От селото останали в България 8 хиляди декара земя, която била зачислена в Чепеларската община. До Съединението през 1885 година селяните стопанисвали земята си свободно, но след него били длъжни да преминават границата с тескерета или пътни листове, а едрият и дребен добитък минавал през Роженската митница с редица формалности. В резултат на поставянето на границата и появана на „двувластните имоти“ голяма част от населението на Горно и Долно Дерекьой (Момчиловци и Соколовци) била принудена да се изсели. Така в освободената българска територия (оттатък границата) възниква ново село – Проглед.
За учител в Момчиловци през 1900 – 1901 г. бил назначен Вълко Шишманов от Карлуково (Славейно) не толкова да учи децата, а да посвети и организира селото в революционното движение. Шишманов свършил добре своите „комитски поръчения“ и оставил за свой заместник учителя Никола Янев. През трите години (от 1900) Никола Янев бил всичко в селото – и ръководител, и организатор, събирал пари за пушки и патрони и ги препращал на пункта в Проглед.
През август 1903 г. българските власти разгонват четата на Пею Шишманов. Разветите комитски знамена около селото са свити и скрити.
Масов пожар в селото станал на 10 май 1907 г. За три часа изгорели 73 къщи. Войниците от турските постове на Рожен и Свети Георги видели пламъците и дотичали да спасяват селото. Тъкмо войниците навлезли из сокаците на път за горящите къщи, почнали да се „обаждат“ скритите през есента на 1903 г. пушки и патрони. Меймурът от Роженската митница събрал войниците си и им казал: „Оставете да гори това комитско село, не чувате ли, че във всяка къща има скрито оръжие“. Войската спряла да потушава огъня. Само ходели по изгорелите къщи да следят къде ще се обади скрито оръжие.
При избухването на Балканската война в 1912 година 35 души от Дерекьой (Горно или Долно) са доброволци в Македоно-одринското опълчение. На 7 – 8 октомври 1912 г., малко след обявяването на Балканската война, от селото и постовете около него избягали всички турски войници и жандарми. На 12 октомври в селото навлиза четата на Стефан Николов – Калфата. След войната селото остава в България.

### Съвременна история
През 1934 г. по настояване на писателя и общественик Васил Дечов селото е приеменувано на Момчиловци, „за да се увековечи името на Момчил юнак в паметта на идните поколения“.

## Обществени институции
- Читалище „Светлина“, основано през 1925 г.
- Музей
- Църква „Свети Константин и Елена“
- Кметство
- Ски писта „Момчил Адвентчър“ Картола

## Културни и природни забележителности
Историческият музей разполага с богата колекция - над 3500 експоната, свързани с бита и историята на Момчиловци.
През 2024 година в селото е открит първият у нас Музей на магията, който представя тайните на илюзионното изкуство. Музеят представя реквизит на известни наши магове, събиран в продължение на 30 години от актьора и илюзионист Ненчо Илчев (бате Ненчо), родом от Момчиловци.
Родопската народна песен „Торнал е Тодьо на гурбет да иде“, създадена от проф. Георги Мандов и Димитър Радичев по повод абитуренския бал за 24 май 1949 г. на гимназията в Чепеларе.
„Момчиловци“ (莫斯利安 Mosili'an), популярна марка на кисело мляко в Шанхай (Китай).
В околностите на Момчиловци има изградени около 30 параклиса. Сред тях са:
- Параклис „Възнесение Господне“
- Параклис „Възнесение Христово“
- Параклис „Покров Богородичен“
- Параклис „Преображение Господне“
- Параклис „Рождество Богородично“
- Параклис „Свети Атанас“
- Параклис „Свети Власий“
- Параклис „Свети Георги“
- Параклис „Свети Димитър“
- Параклис „Свети Дух“
- Параклис „Свети Илия“
- Параклис „Йоан Предтеча“
- Параклис „Света Неделя“
- Параклис „Свети Николай“
- Параклис „Свети Панталеймон“
- Параклис „Света Петка“
- Параклис „Свети Стефан“
- Параклис „Свети Тодор“
- Параклис „Свети апостол Тома“
- Параклис „Свети архангел Михаил“
- Параклис „Свети Кирил и Методий“
- Параклис „Свети Константин и Елена“
- Параклис „Свети апостоли Петър и Павел“
- Гробищен параклис
- Параклис до Аязмото
- Параклис „Свети Василий Велики“ – най-новият параклис, осветен през януари 2025 година.[9][10]

До параклиса „Свети Илия“ има паметна плоча на 2 немски пилоти, загинали на път за Гърция през 1941 г.
Аязмо, посветено на Свети пророк Илия. 

## Фестивали и фолклорни събития
- Конски Великден и фолклорен празник на Тодоровден. Празникът се провежда от 1986 г.
- Празник на селото и храмов празник на църквата „Св. Константин и Елена“.
- Международен фестивал на киселото мляко. Фестивалът се провежда от 2015 г. Обикновено се състои в края на август[11].

## Личности
Родени в Момчиловци
- Атанас Георгиев Вълков (1882 - след 1943)[12] зидар,[13] македоно-одрински опълченец, служил в 3-та рота на 11-а сярска дружина,[12][13] на 10 март 1943 година, като жител на Момчиловци, подава молба за българска народна пенсия, която е одобрена и пенсията е отпусната от Министерския съвет на Царство България[12]
- Васил Костадинов Димитров (1883 - след 1943)[14] зидар,[15] македоно-одрински опълченец служил в 3-та рота на 1-та сярска дружина,[14][15] носител на орден „За храброст“ IV степен;[15] на 14 март 1943 година, като жител на Бургас, подава молба за българска народна пенсия, която е одобрена и пенсията е отпусната от Министерския съвет на Царство България[14]
- Вълчо Гайдаров (?-1920) – български опълченец, участник в Сръбско-турската война от 1876 и Руско-турската война (1877 – 1878)
- Георги Бечев Полидовски (1851-1915), четник при Капитан Петко войвода, чешмеджия
- Георги Мандов (1931 – 2014), български геолог, един от авторите на родопската народна песен „Торнал е Тодьо на гурбет да иде“
- Георги Христов Маламата (?-1895), български революционер
- Константин Канев (1917 – 1998) – български историк и дългогодишен свещеник на селото, писател
- Костадин Гунчев (1881 – ?) – български фотограф[16]
- Михаил Карапаунов (р. 1928) – български художник
- Ненчо Илчев (р. 1972) – български артист
- Стайко Кабасанов (1906 – 1997) – български езиковед
- Хараламби Анастасов, македоно-одрински опълченец, овчар, 3 рота на 11 сярска дружина[9]